# Цесіс Володимир Абрамович
Володимир Абрамович Цесіс (англ. Vladimir A. Tsesis; нар. 22 червня 1941, Більці, Молдавська РСР) — прозаїк і есеїст, лікар педіатр. Пише англійською мовою та російською мовою.

## Біографія
Народився у Бєльцях у сім'ї кадрового військового, старшого лейтенанта інтендантської служби Абрама Михайловича Цесіса (1908—1975) уродженець Старокостянтиніва.. На третій день війни, 24 червня 1941 ріка, з матір'ю Саррою Цесіс (1906-1984) і старшим братом Михайлом (1930-2016) евакуювався з міста, воєнні роки сім'я жила в Андіжане (батько був на фронті, нагороджений Орденом Червоної Зірки); з 1946а - у Виборге, після демобілізації батька у 1947 році повернулася в Бєльці.
У 1964 році закінчив Державний університет медицини та фармакології імені Миколи Тестеміцану, працював педіатром в селі Малаєшти (Григоріопольський район), описано в «Записках сільського лікаря», 2016), потім протягом 8 років в Одеській інфекційній лікарні. З 1974 ріка живе в Чикаго, де пройшов резидентуру з педіатрії в Масонському медичному центрі Іллінойсу (Illinois Masonic Medical Center ). Працював педіатром у приватній практиці, в даний час на пенсії, активно займається письменницькою діяльністю
Володимир Цесіс — автор кількох книг прози з життя лікаря-педіатра, публіцистичних статей у медичних та періодичних виданнях англійською мовою. Російською мовою у 2010 році вийшла книга В. А. Цесіса «Страницы доброты», у 2012 році — книга «Путь к вере. Религия здравого смысла» та у 2016 році «Советское здравоохранение на задворках империи. Записки сельского врача», автобіографічний роман «На задвірках імперії» (2019).

## Сім'я
Син — Олександр Володимирович Цесіс, доцент кафедри юриспруденції Університету Лойоли в Чикаго, автор книг «We Shall Overcome: The History of Civil Rights and the Law» (Yale University Press, 2008); Press, 2004), «Destructive Messages: How Hate Speech Paves the Way for Harmful Social Movements» (New York University Press, 2002), «The Life and Times of Declaration of Independence» (Oxford University Press, 2012).

## Книги
- Children, Parents, Lollipops: Tales of Pediatrics (укр. «Діти, батьки, льодяники: педіатричні оповідання»). — Florida: Gardner Press, 1996. — Audiobook — Blackstone Audio Inc., 2007 (narrated by Pat Bottino). — ISBN: 0786159006.
- No Justice for Millie: an HMO Tragedy (укр. «Немає справедливості для Міллі: трагедія організацій з підтримки здоров'я»). — BookPartners, 1998. — ISBN: 1885221738.
- Who's Yelling in My Stethoscope?: True Short Stories from a Pediatrician (укр. «Хто кричить у мій стетоскоп: правдиві історії від дитячого лікаря»). — Chicago: BookPartners, 1998. — Audiobook — Blackstone Audio, 2007. — ISBN: 1885221843.
- All in the Family, Doctor Included: Inspirational Stories From the Heart of a Pediatrician (укр. «Усі у одній сім'ї, включаючи лікаря: надихаючі історії від серця дитячого лікаря»). — Chicago: Bookpartners, 1998. — ISBN: 158151008X. — Аудіокнига — Blackstone Audiobooks, 1998 (відзначена премією Parent's Choice).
- Страницы доброты. — Санкт-Петербург: Алетейя, 2010. — 320 с. — ISBN: 978-5-91419-389-5.
- Путь к вере. Религия здравого смысла. — Санкт-Петербург: Алетейя, 2012. — 192 с. — ISBN: 978-5-91419-652-0.
- Советское здравоохранение на задворках империи. Записки сельского врача. — Санкт-Петербург: Алетейя, 2016. — 296 с. — ISBN: 978-5-906823-51-9.
- Нотатки сільського лікаря, або Лікуватися задарма — дарма лікуватися. — Київ: Каюла, 2016. — 279 с. — ISBN: 978-617-7390-03-8.
- На задворках империи: Детские и юные годы Давида Ламма. — Санкт-Петербург: Алетейя, 2019. — 294 с. — ISBN: 978-5-907115-98-9.